# Filon
Pour les articles homonymes, voir Filon (homonymie).

Bloc-diagramme schématique, modélisant les différents types d'intrusions.
2. et 4. Intrusion traversant les couches géologiques : filon de type dyke.
5. Intrusion respectant les lignes de forces de l'encaissant sans déformation : sill.

Un filon (de l'italien filone, augmentatif de filo, « fil ») est une lame de roche, épaisse de quelques centimètres à quelques mètres, recoupant l'encaissant (ce qui le distingue du sill, du laccolite ou du lopolite) et correspondant le plus souvent au remplissage d'un joint de stratification ou d'une fracture (faille, diaclase) par des roches magmatiques (pegmatites, aplites, basalte…), sédimentaires ou par des dépôts hydrothermaux (quartz, micas, minerais…). Lorsque ce remplissage correspond à la précipitation de minéraux sans valeur (calcite, quartz) ou de matériaux d'intérêt économique (minerais métalliques), le filon est appelé veine.
Les roches présentes sont d'origine, soit magmatique (pegmatite dont les failles de retrait dues à son refroidissement sont remplies par un magma tardif), soit métamorphique après remaniement de l'encaissant lui-même. Quand il s'agit d'un filon de roches magmatiques (basaltes, notamment) de plusieurs mètres d'épaisseur, on utilise plutôt le mot anglais dyke (ou son équivalent américain, dike). Un filon avec une épaisseur comprises entre 0,1 et 10 cm est appelé filonet, écrit aussi filonnet. Les terrains encaissant le filon sont les épontes (les parois latérales sont connues sous le nom de salbande, et lorsque le filon n'est pas vertical deux termes de mineur désignent la paroi supérieure et inférieure : le toit et le mur), la caisse filonienne est le remplissage du filon compris entre les épontes (caisse minéralisée ou caisse stérile selon le type de remplissage).
Le remplissage d'un filon à la texture microgrenue contient le plus souvent des substances utiles (métaux, minéraux).
L'appellation roche filonienne est un peu un abus de langage, il s'agit juste de roches présentes dans un filon. L'appellation roche hypovolcanique ou hypovolcanite est plus juste. Elle fait référence à une roche magmatique qui monte à proximité (quelques dizaines ou centaines de mètres) de la surface, sous forme de filon ou de sill, mais ne l'atteint pas. Elle correspond aussi à une roche périplutonique (mise en place en périphérie de pluton). Ce type roche, à structure microgrenue le plus souvent, est aussi nommée roche de semi-profondeur.

## Modes de formation
| |  |  |
| L'érosion différentielle des roches filoniennes par rapport à l'encaissant, peut conduire à creuser la caisse filonienne en tranchée ou la mettre en saillie, processus qui dépend de la composition et de la dureté des roches, mais aussi de leur orientation et de leur fracturation préalable. |  |  |

Le complexe filonien feuilleté regroupe plusieurs filons hydrothermaux qui communiquent plus ou moins entre eux.

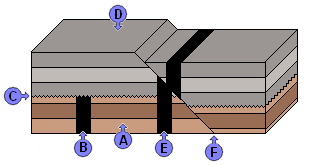
Bloc-diagramme illustrant le principe de recoupement : filon rectiligne (B) qui recoupe les strates des roches sédimentaires plus anciennes (A) mais est recoupé par une surface d'érosion postérieure (C) qui limite les roches sédimentaires plus jeunes (D). Segmentation de filon (E) par une faille postérieure (F).

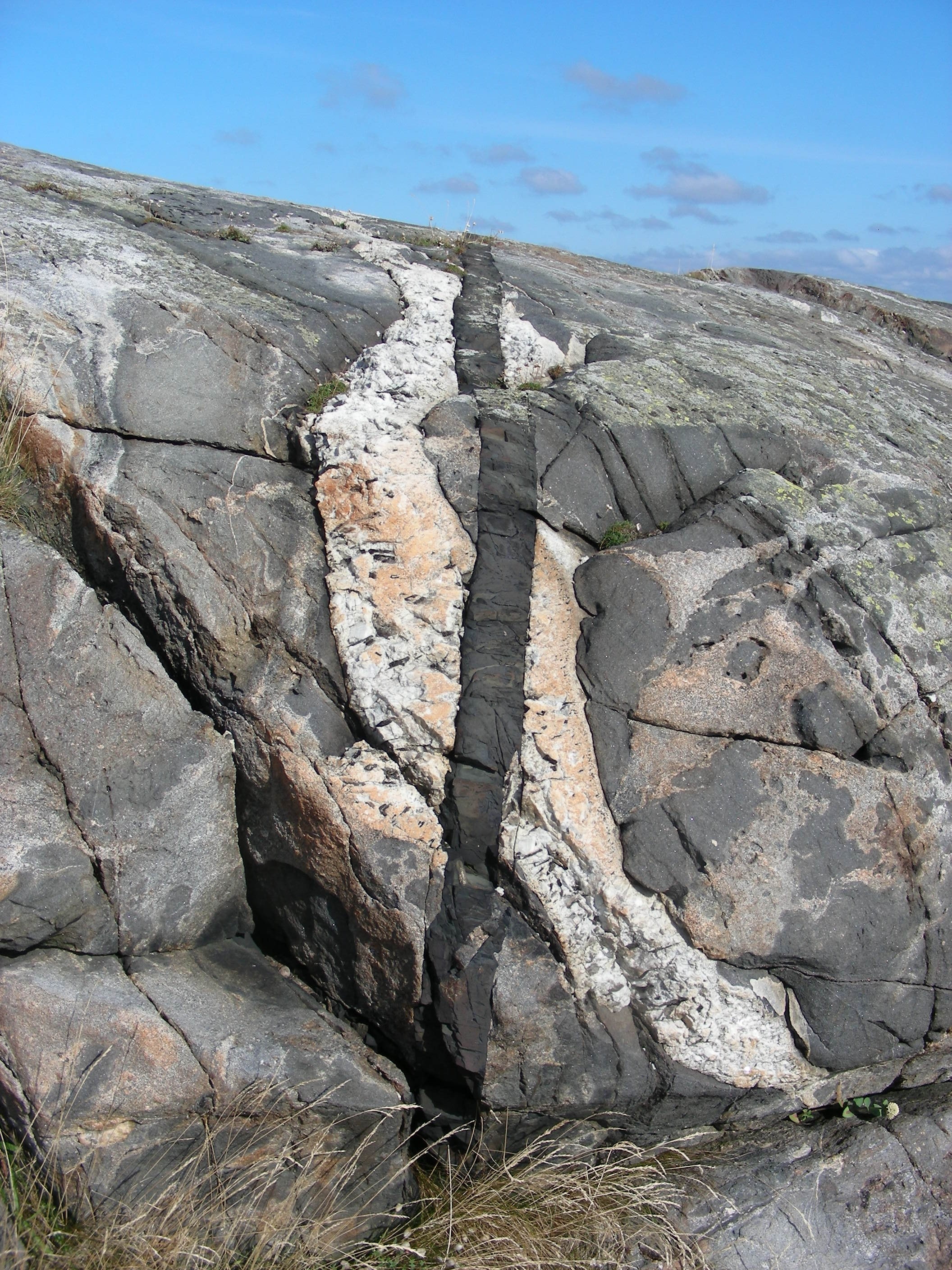
Intrusion recoupée par un dyke leucocrate de pegmatite, lui-même recoupé par un dyke mélanocrate de dolérite.

Lors de la remontée magmatique, le bain silicaté d'abord sous-saturé en eau, traverse son seuil de solubilité. Des bulles de vapeur se rassemblent au sommet de la chambre magmatique, le phénomène d'ébullition étant liée à la décompression. Si la pression exercée par ces bulles dépasse la résistance du toit (cas de la mise en place d'une intrusion à faible profondeur entre la surface et 1 km), il se produit une explosion qui libère les volumes gazeux, ce qui peut conduire à la formation d'une pipe bréchique (en) ou à la pulvérisation des matériaux pyroclastiques en nuées ardentes. Si la pression est plus faible (cas de la mise en place d'une intrusion à moyenne profondeur entre 1 et 10 km), le liquide chargé de bulles de vapeur peut cristalliser : le bain silicaté donne des roches magmatiques filoniennes, l'eau supercritique dotée d'un pouvoir dissolvant considérable, donne les dépôts hydrothermaux,.
Le filon sédimentaire résulte en général du remplissage du haut vers le bas de fractures. Le filon hydrothermal résulte d'un remplissage du bas vers le haut par des circulations aqueuses chaudes liées à des intrusions de roches magmatiques qui incorporent, lors de la fusion partielle, des métaux extraits de la croûte terrestre grâce aux gaz concentrés (H2O, CO2, H2S, HCl) issus des magmas en fin de cristallisation, et au fort pouvoir dissolvant de l'eau supercritique qui s'enrichit en ces éléments. Ce dernier représente généralement la phase pegmatitique (entre 800° et 600°C), pneumatolytique (en) (entre 600° et 400°C) ou  hydrothermale (entre 400° et 100°C) des ensembles granitiques. Les minéralisations des phases pneumatolytique et hydrothermale reflètent la différenciation extrême des magmas, elles sont donc tardi-magmatiques voire post-magmatiques.

## Formes
Un filon peut être isolé mais très souvent on observe des champs de filons (groupes de filons appelés aussi cortège ou essaim filonien) où les veines sont parallèles ou entrecroisées. Le filon peut être rectiligne ou divisé en segments diversement orientés lui donnant une allure générale en ligne brisée. Chaque changement d'orientation peut correspondre à une réfraction du filon (passage d'une formation à une autre aux propriétés mécaniques ou rhéologiques différentes…) ou souligner un point de faiblesse tectonique (faille, « nœud » tectonique…).
Les filons peuvent se présenter sous forme de géode (filon géodé lorsqu'un espace vide s'est développé dans la gangue), de tapis, de veines, de mouches (poches irrégulières de faible dimension), de concrétions. Les filons sont parfois isolés (par exemple roche filonienne remplissant une cheminée volcanique), mais le plus souvent réunis en un champ filonien. Lorsque ce champ est associé à une minéralisation se présentant sous la forme d'un réseau très densifié de petits filons, le géologue parle de stockwerk.

## Mise en place des filons
La fracturation liée à la déformation régionale guide la mise en place des filons le long de joints de stratification ou de réseaux de fracturation générés par la déformation. Parfois les filons n'ont aucune relation avec la structure de l'encaissant.

## Galerie

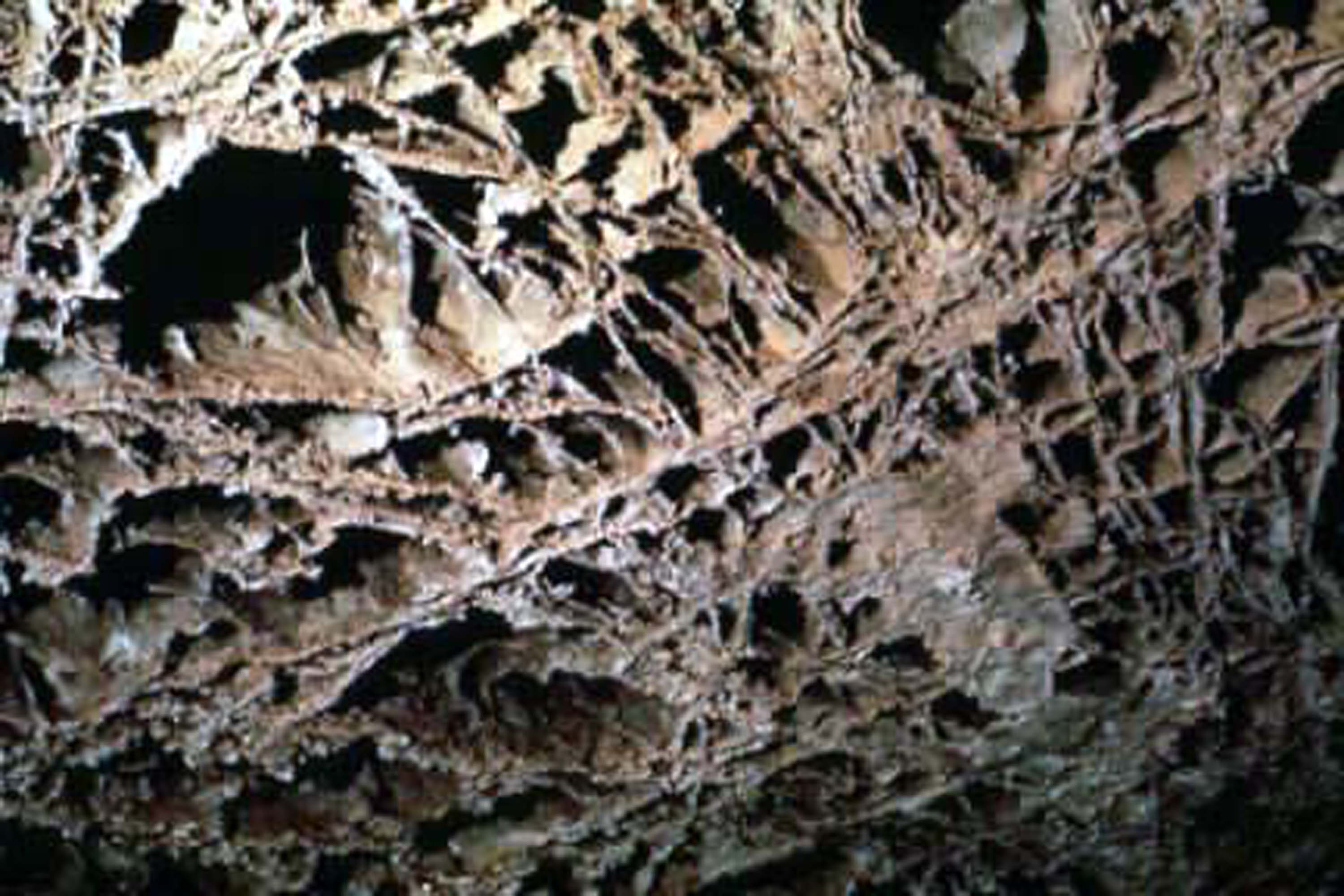
Filonnet de calcite en relief.
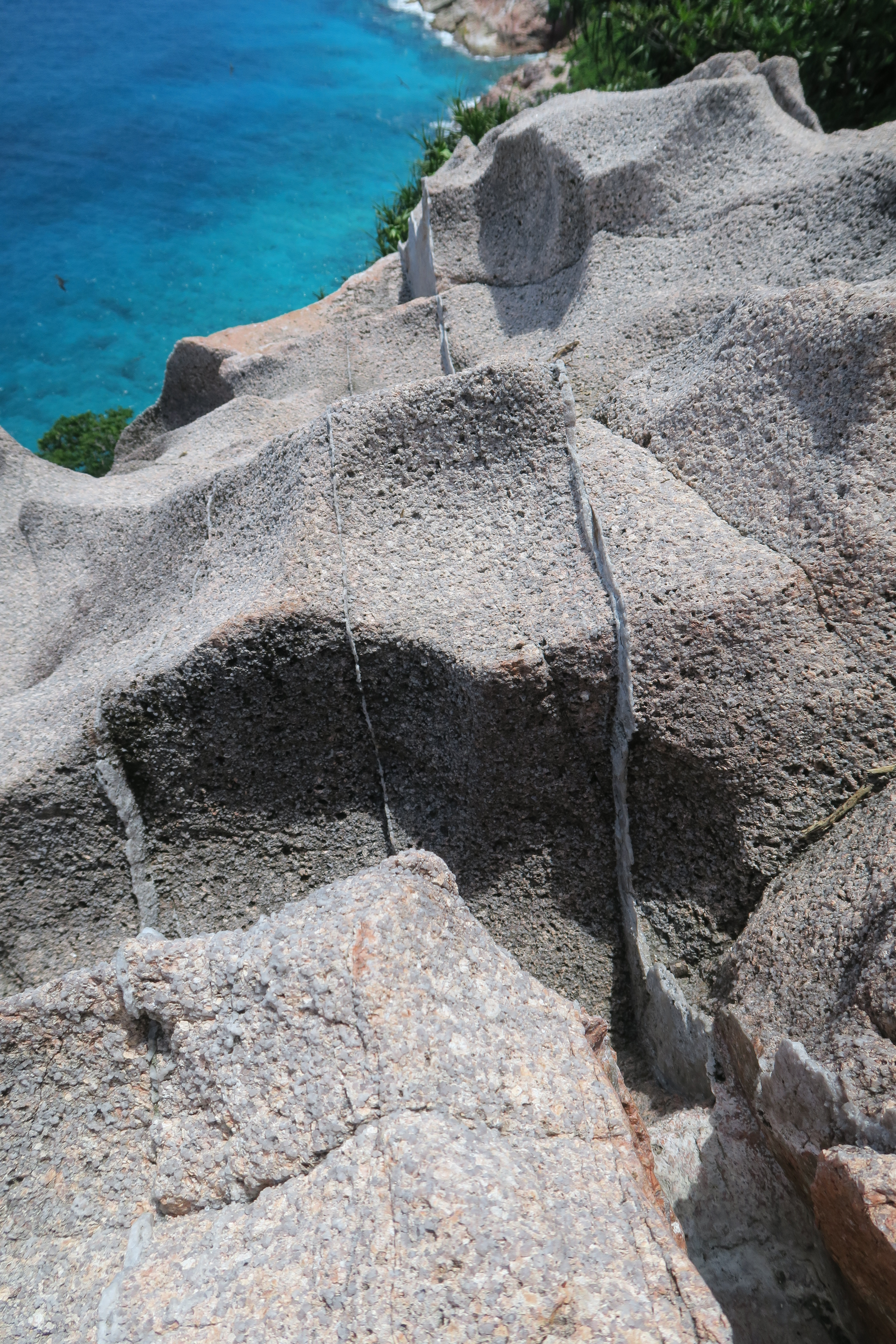
Veines hydrothermales de quartz dans un granite.
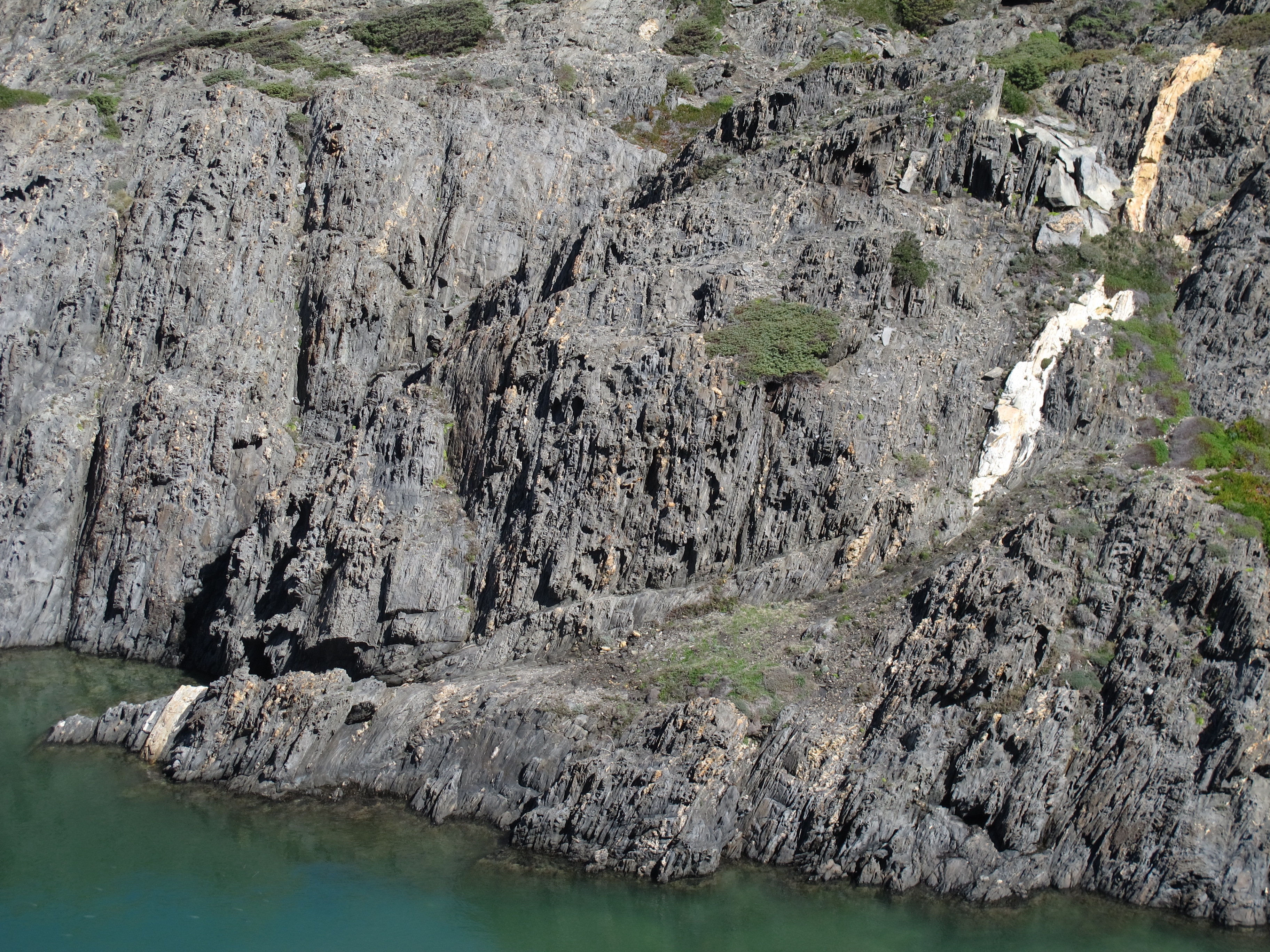
Une déformation a affecté le filon leucocrate au cours du fonctionnement d'une zone de cisaillement dextre.
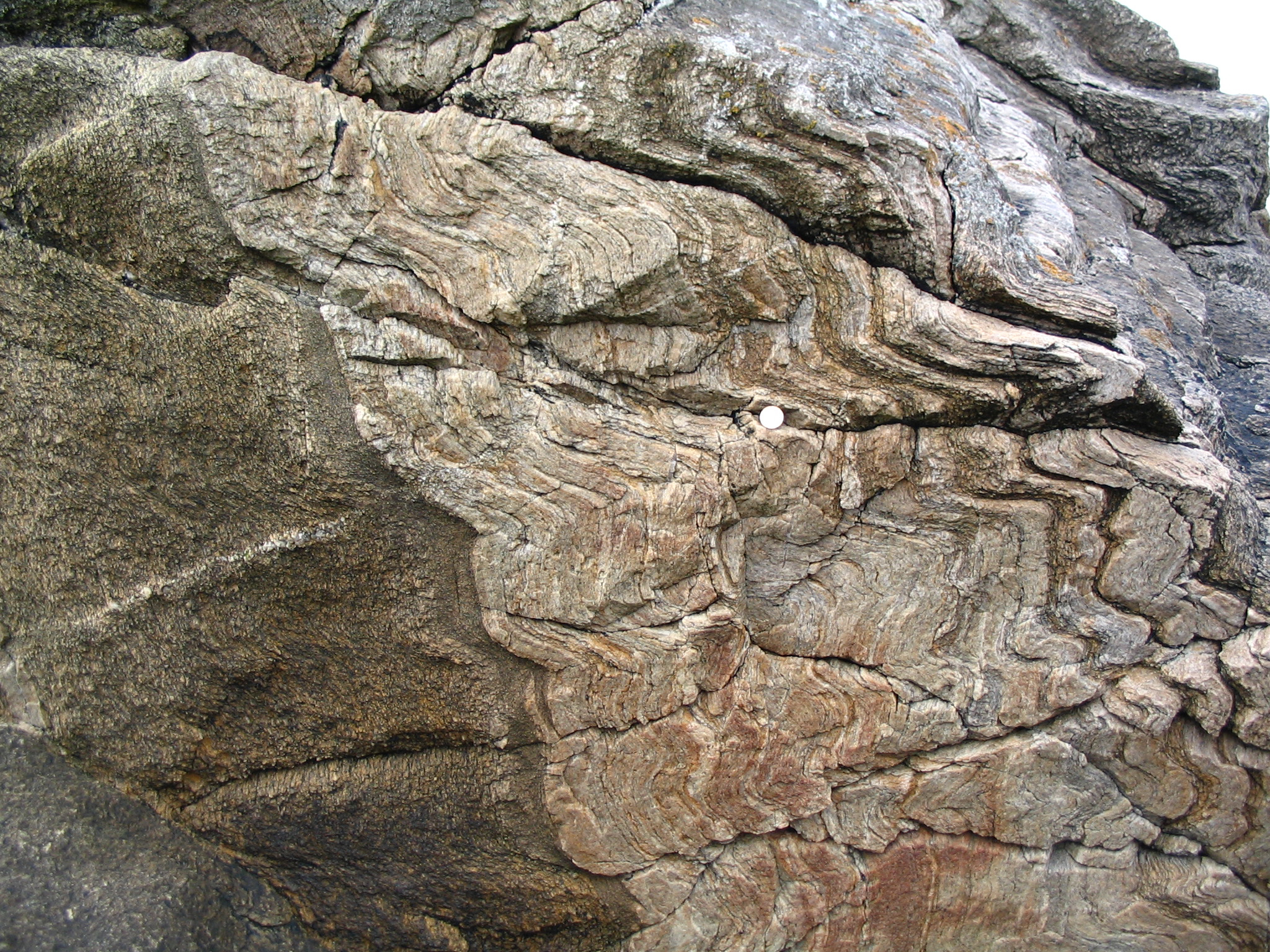
Microplis dans filon d'aplite.
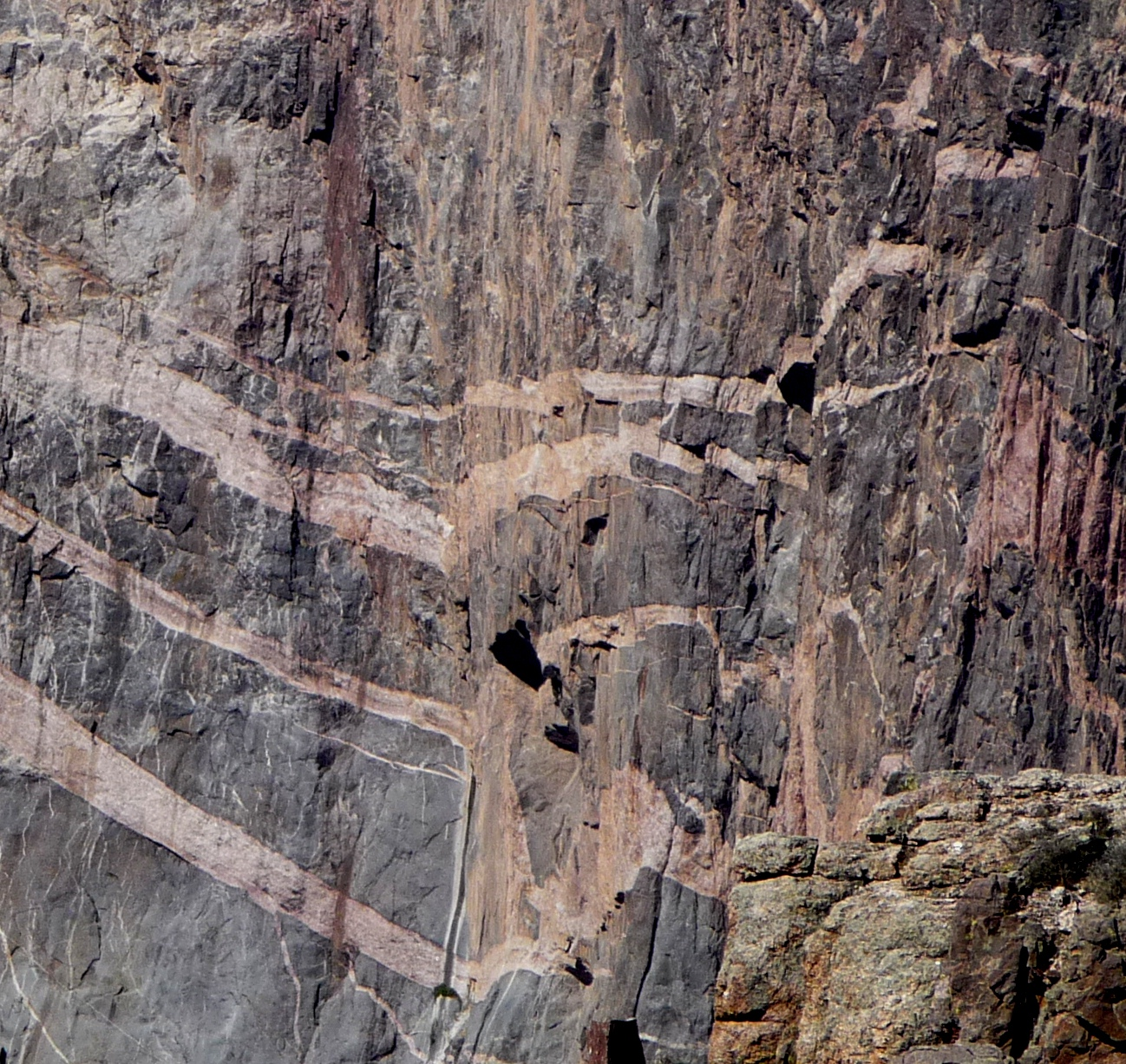
Filons parallèles et anastomosés.
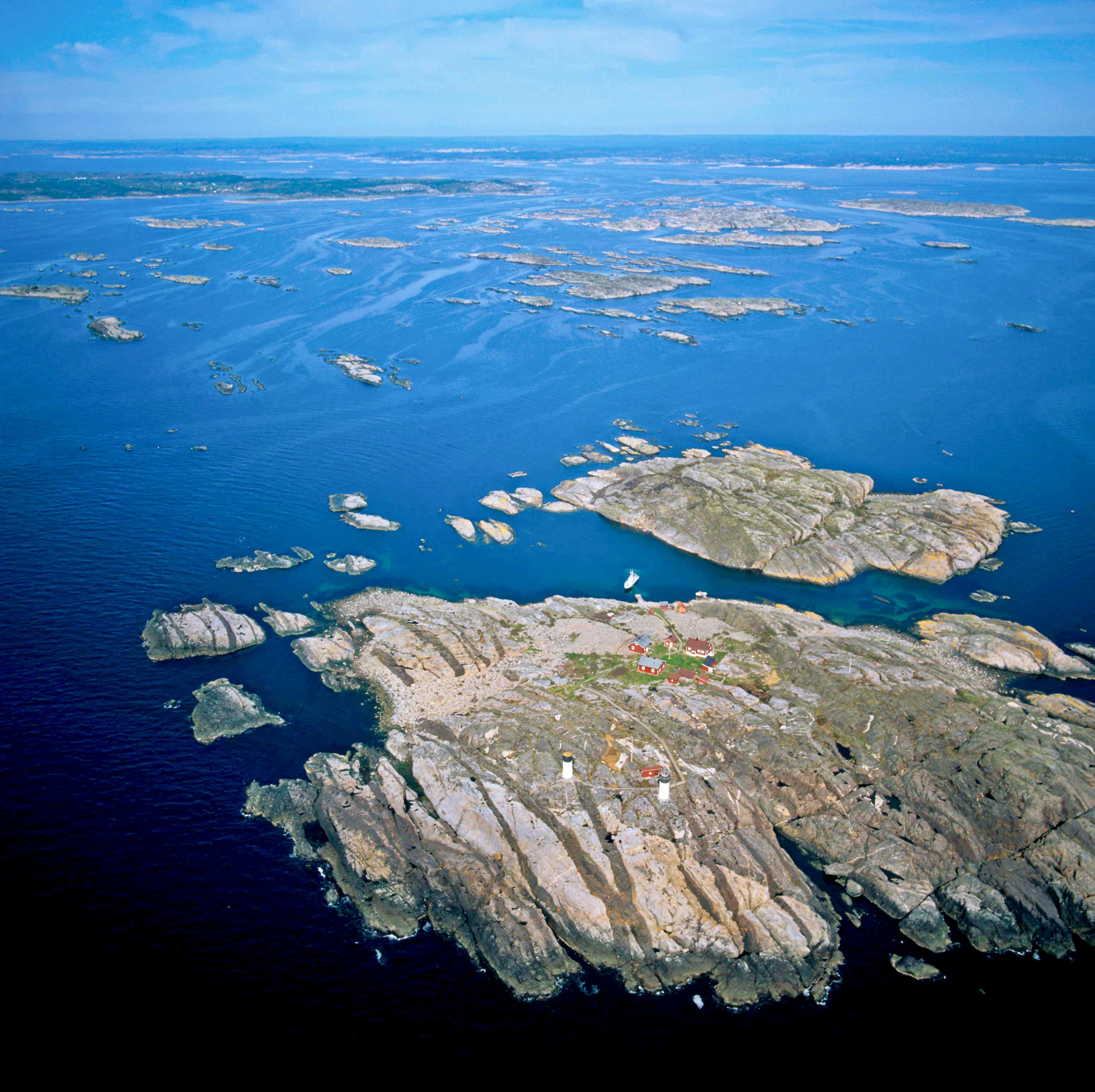
Essaim de dykes, l'encaissant étant traversé de filons parallèles et entrecroisés.